# هيلين لان
هيلين لان (بالإنجليزية: Helen Lane)‏ هي مترجمة أمريكية، ولدت في 1921 في منيابولس في الولايات المتحدة، وتوفيت في 29 أغسطس 2004 في ألباكركي في الولايات المتحدة.